# Artjoms Rudņevs
Artjoms Rudņevs, född 13 januari 1988 i Daugavpils, är en lettisk före dettafotbollsspelare (anfallare).